# 海鹰四号
海鹰四号反舰导弹（HY-4），是中华人民共和国于1980年代研製成功的以海鹰二号岸舰导弹为基础改装涡轮喷气发动机增加射程的岸基反艦导弹，出口型号名称C-401，北約代號：CSSC-7“Sad sack”（蠢人）。

## 设计
海鹰四号反舰导弹在海鹰二号岸舰导弹基础上研制。气动布局与海鹰二号导弹相同，把巡航飞行时使用的液体火箭发动机改换为涡轮喷气发动机，在弹体下部外露进气道，带一台固体火箭助推器。 重量减少到2000kg，射程达到150千米。其制导系统与海鹰二号相同采用“自控”加“自导”的控制体制。
海鹰四号可以一弹多用，空射型由于无需固体助推火箭，因此重量减少到1740kg。

## 出口
海湾战争后，阿联酋从中国进口了30套海鹰四号改型“XW-41”岸对舰导弹，具有300km射程，GPS辅助导航。

## 外部連結
- 海鹰4反舰导弹